# Осада Гаэты (1707)
Осада Гаэты (итал. Assedio di Gaeta) — одно из сражений Войны за испанское наследство. Испанский гарнизон крепости Гаэта три месяца сопротивлялся австрийским войскам, но 30 сентября 1707 года был вынужден капитулировать после штурма.
Летом 1707 года имперские войска под командованием фельдцейхмейстера Вириха графа Дауна предприняли завоевание Неаполитанского королевства. Капуя и Неаполь вскоре сдались, а Пескара капитулировала после непродолжительной осады. Крепость Гаэта теперь представляла собой единственный оплот Бурбонов в королевстве.

## Осада
Гарнизон крепости Гаэта насчитывал  около 3000 человек под командованием лагерного маршала Хосе Кара. Артиллерией командовал генерал Орацио Копула. Бывший вице-король герцог Аскалона, генерал-герцог Бизачча и несколько других сторонников Бурбонов укрылись в крепости. Это место было хорошо снабжено оружием и боеприпасами, а галерная флотилия герцога Турсиса, стоявшая на якоре в гавани, обеспечивала поставки продовольствия и поддерживала связь с внешним миром.
Имперский осадный корпус насчитывал 3500 человек при 50 тяжелых орудиях под командованием капитана Молька. Артиллерию обслуживал небольшой отряд неаполитанских артиллеристов и 16 имперских артиллеристов.
После рекогносцировки окрестностей крепости Даун решил направить атаку на бастионы Сант-Андреа и бастионы Сан-Джакомо. В ночь с 31 августа на 1 сентября, во время сильной грозы, генерал барон Ветцель, непосредственно руководивший осадными работами, открыл траншею в 600 шагах от выступающего угла бастиона Сант-Андреа. В первые дни осадные работы на этой весьма каменистой местности продвигались очень медленно. Не хватало инженеров и подготовленных саперов, а от пригнанных на работу крестьян было мало толку. В ночь с 15 на 15 сентября первая параллель была окончательно создана и были установлены две батареи (всего 25 орудий). Ядра орудий пробили брешь в правом фасе бастиона Сант-Андреа, но даже после нескольких дней обстрела это не дало большого результата. Гарнизон использовал все свои силы, чтобы закрыть брешь в бастионе Сант-Андреа. Пока на море господствовали вражеские галеры, успех был практически невозможен, и Ветцель задумал превратить осаду в блокаду.
Узнав о направляющихся морем к Гаэте подкреплениях, Даун присоединил 1000 человек к осадному корпусу и всё же решил начать штурм, как только брешь будет широкой. Штурмовые группы были организованы в три колонны, и генерал Ветцель возглавил штурм.

## Штурм
Утром 30 сентября все отряды, назначенные на штурм, бесшумно выдвинулись на заданные позиции. Затем они дождались сигнала о начале атаки и в 14:00, когда послышался согласованный взрыв из Монте-Секко, спешно двинулись со своих позиций.  Правая колонна под командой самого Ветцеля быстро достигла бреши и после 30-минутного боя овладела ей. Третья колонна прорвалась через контрэскарп и затем двинулись к Порта-ди-Терра и навесной стене возле Сан-Джакомо, где завязался бой за бастион. Части колонны удалось прорваться через Порта-ди-Терра и атаковать защитников с тыла и фланга. Генерал Ветцель направил отряд из своей колонны против другого фланга обороняющихся. К этому отряду вскоре присоединились другие и вместе они атаковали защитников Сан-Джакомо. Генерал Каро был тяжело ранен, и случайно взорвалась пороховая бочка, что вызвало большое замешательство в рядах защитников, которые обратились в бегство. Продвижение резервов, выдвинутых из замка, чтобы отбить Порта-ди-Терра, вскоре было остановлено и отброшено. Вслед за этим испанцы предложили капитуляцию замка от имени Аскалоны. Капитуляция была предоставлена при условии, что весь гарнизон сдастся как военнопленные. Около 250 офицеров и 2000 солдат сложили оружие.
В Гаэте Даун захватил 109 пушек, 10 мортир, 450 ящиков с мушкетными патронами, 10 000 ядер, 2500 пороховых бочек. Потери осаждающих составили 304 убитыми и 856 ранеными.
С падением Гаэты Бурбоны потеряли свой последний оплот в Неаполитанском королевстве, и вскоре после этого имперцы завершили завоевание королевства.